# أولاف إل. اولسن
أولاف إل. اولسن (بالإنجليزية: Olaf L. Olsen) هو سياسي أمريكي، ولد في 1 فبراير 1881 في النرويج، وتوفي في 6 فبراير 1958 في سياتل في الولايات المتحدة. حزبياً، نشط في الحزب الجمهوري. وقد انتخب عضو مجلس نواب واشنطن.